# Barbus lukusiensis
Barbus lukusiensis är en fiskart som beskrevs av David och Poll, 1937. Barbus lukusiensis ingår i släktet Barbus och familjen karpfiskar. IUCN kategoriserar arten globalt som livskraftig. Inga underarter finns listade.